# Lehtirova
Lehtirova är ett berg i Finland. Det ligger i Muonio i landskapet Lappland, i den norra delen av landet, 900 km norr om huvudstaden Helsingfors. Toppen på Lehtirova är 443 meter över havet, eller 113 meter över den omgivande terrängen. Bredden vid basen är 3,1 km.
Terrängen runt Lehtirova är platt åt sydväst, men åt nordost är den kuperad.  Trakten runt Lehtirova är nära nog obefolkad, med mindre än två invånare per kvadratkilometer. Närmaste större samhälle är Muonio, 14,4 km väster om Lehtirova. 